# Microprotus acutispinatus
Microprotus acutispinatus är en kräftdjursart som beskrevs av Wilson, Kussakin och Galina S. Vasina 1989. Microprotus acutispinatus ingår i släktet Microprotus och familjen Munnopsidae. Inga underarter finns listade i Catalogue of Life.